# Light My Fire (Gabor Szabo)
| Recensione | Giudizio |
| ---------- | -------- |
| AllMusic   | [ 2 ]    |

Light My Fire è un album discografico a nome di Bob Thiele and His New Happy Times Orchestra/Gabor Szabo with The California Dreamers and Tom Scott & Bill Plummer, pubblicato dalla casa discografica Impulse! Records nel febbraio del 1968.

## Tracce
Lato A
1. Forest Flower – 5:14 (Charles Lloyd) – Registrato l'11 agosto 1967
2. Rainy Day Woman #12 & 35 – 2:30 (Bob Dylan) – Registrato il 14 settembre 1967
3. Krishna – 3:35 (Gabor Szabo) – Registrato il 14 settembre 1967
4. Light My Fire – 6:16 (John Densmore, Ray Manzarek, Robby Krieger, Jim Morrison) – Registrato l'11 agosto 1967

Lato B
1. Fakin' It – 5:50 (Paul Simon) – Registrato il 14 settembre 1967
2. Eight Miles High – 7:02 (Gene Clark, David Crosby, Roger McGuinn) – Registrato il 14 settembre 1967
3. Sophisticated Wheels – 5:31 (Gabor Szabo) – Registrato il 14 settembre 1967

## Musicisti
Forest Flower / Light My Fire
- Gabor Szabo - chitarra
- Dennis Budimir - chitarra
- Louis Morell - chitarra
- Bill Plummer - sitar
- Lincoln Mayorga - pianoforte, clavicembalo
- Bud Shank - strumenti a fiato (sassofoni, flauto)
- Buddy Collette - strumenti a fiato (sassofoni, flauto)
- Bob Hardaway - strumenti a fiato (sassofoni, flauto)
- Tom Scott - strumenti a fiato (sassofoni, flauto)
- Oliver Mitchell - tromba
- Ray Triscari - tromba
- Jimmy Zito - tromba
- Lew McCreary - trombone
- Mike Barone - trombone
- Howard Johnson - tuba
- Max Bennett - basso fender
- Jimmy Gordon - batteria
- Gary Coleman - percussioni

Rainy Day Woman #12 & 35 / Krishna / Fakin' It / Eight Miles High / Sophisticated Wheels
- Gabor Szabo - chitarra
- Dennis Budimir - chitarra
- Louis Morell - chitarra
- Bill Plummer - sitar
- Mike Melvoin - pianoforte, organo, clavicembalo
- Oliver Mitchell - tromba
- Bud Brisbois - tromba
- Gary Barone - tromba
- Dick Leith - trombone
- Lew McCreary - trombone
- Tom Scott - sassofono tenore
- Carol Kaye - basso fender
- John Guerin - batteria
- Emil Richards - percussioni
- Ron Hicklin (The California Dreamers) - accompagnamento vocale, cori (brano: Rainy Day Woman #12 & 35)
- Al Capps (The California Dreamers) - accompagnamento vocale, cori (brano: Rainy Day Woman #12 & 35)
- Loren Farber (The California Dreamers) - accompagnamento vocale, cori (brano: Rainy Day Woman #12 & 35)
- John Bahler (The California Dreamers) - accompagnamento vocale, cori (brano: Rainy Day Woman #12 & 35)
- Tom Bahler (The California Dreamers) - accompagnamento vocale, cori (brano: Rainy Day Woman #12 & 35)
- Ian Freebairn-Smith (The California Dreamers) - accompagnamento vocale, cori (brano: Rainy Day Woman #12 & 35)
- Sally Stevens (The California Dreamers) - accompagnamento vocale, cori (brano: Rainy Day Woman #12 & 35)
- Sue Allen (The California Dreamers) - accompagnamento vocale, cori (brano: Rainy Day Woman #12 & 35)
- Jackie Ward (The California Dreamers) - accompagnamento vocale, cori (brano: Rainy Day Woman #12 & 35)

Note aggiuntive
- Bob Thiele - produttore (una nota sul retrocopertina LP riporta che Bob Thiele suona un clarinetto Selmar Varitone senza specificare in quale brano o brani)
- Registrato l'11 agosto e il 14 settembre 1967 a Los Angeles, California, Stati Uniti
- Eddie Brackett - ingegnere delle registrazioni
- Jim Marshall - fotografia copertina frontale album (di Gabor Szabo)
- Charles Stewart - fotografia frontale album (di Bob Thiele)
- Irv Glaser - fotografie interne copertina album
- Robert and Barbara Flynn / Viceroy - design copertina album
- Joe Lebow - design interno copertina album
- Nat Hentoff - note interno copertina album[4]